# Pojazd jednośladowy

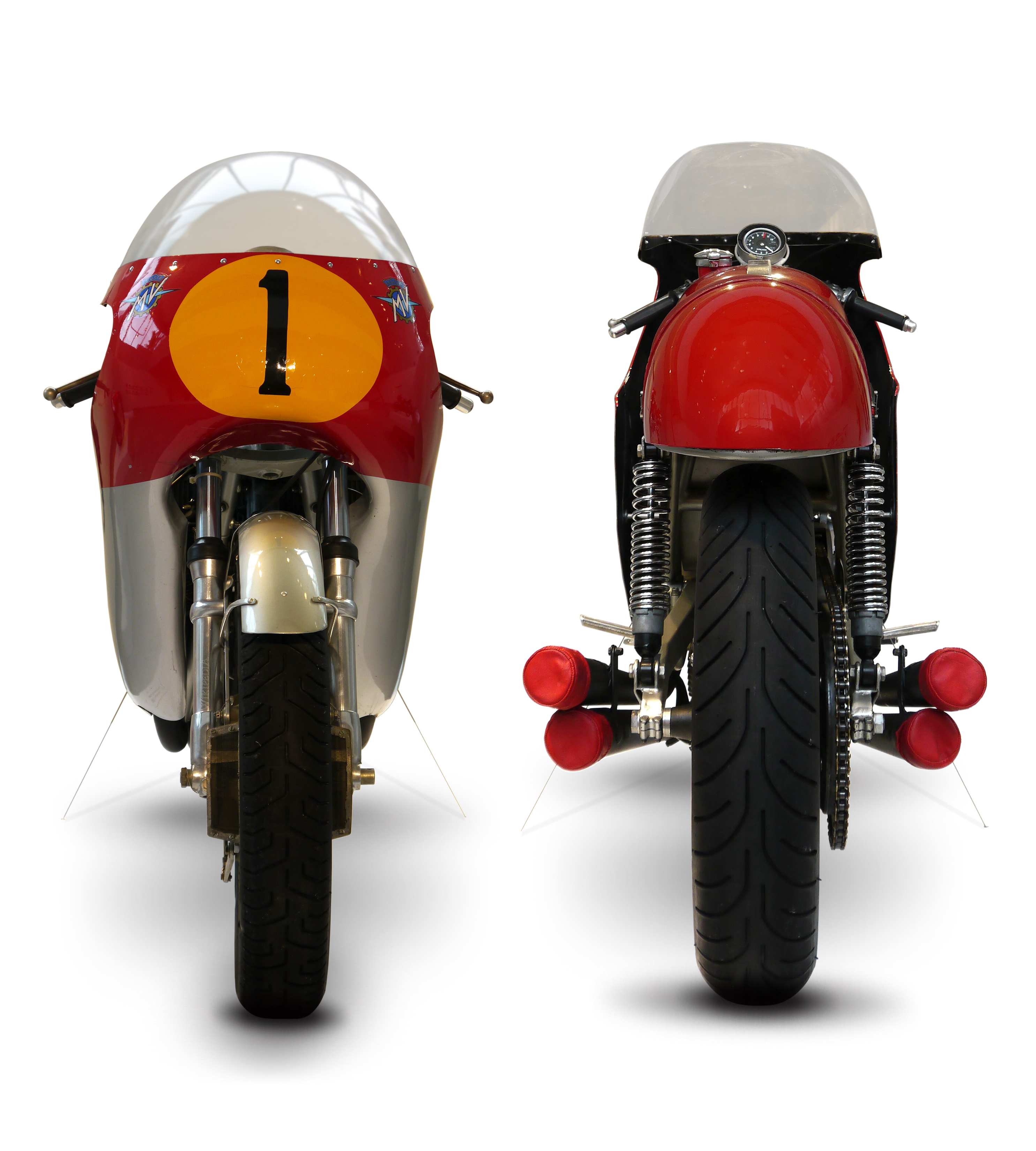
Motocykl, przykład pojazdu jednośladowego

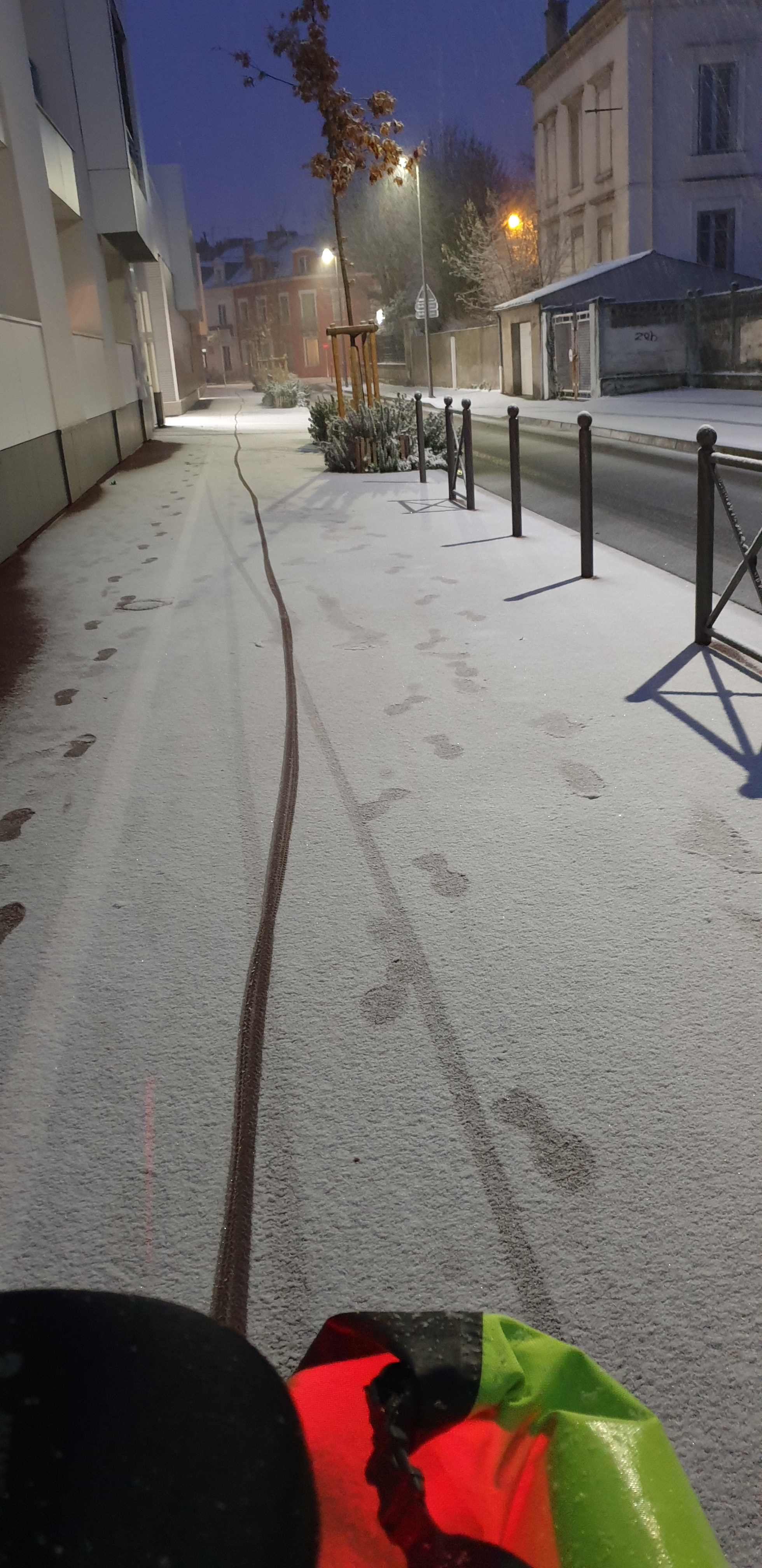
Rower pozostawiający po sobie ślad w postaci pojedynczej linii

Pojazd jednośladowy (jednoślad, jednośladowiec) – pojazd kołowy, w którym wszystkie koła są ustawione w jednej linii. Nazwa ta wynika z faktu, że pojazdy tego rodzaju pozostawiają za sobą na miękkim podłożu ślad w postaci jednej linii.
W odróżnieniu od pojazdów jednośladowych, pojazdy wielośladowe, posiadają zestawy kół, które na miękkim podłożu zostawiają za sobą dwie lub więcej równoległych linii.
Zaletą pojazdów jednośladowych w ruchu miejskim jest fakt, że są one znacznie węższe od pojazdów wielośladowych, dzięki czemu zajmują one znacznie mniej miejsca na jezdni i parkingach oraz łatwiej jest się nimi posługiwać na zatłoczonych drogach.
Ich podstawową wadą jest natomiast ich niestabilność w stanie spoczynku oraz przy prędkościach poniżej 10 km/h. W ruchu pojazd jednośladowy jest samorzutnie stabilizowany dzięki efektowi żyroskopowemu.
Pojazdy jednośladowe są jedynymi, na których można inicjować proces skręcenia za pomocą przeciwskrętu, tj. krótkotrwałego ruchu kierownicy w stronę przeciwną do zamierzonego skrętu.
Do jednośladów zalicza się:
- większość rowerów (oprócz rowerów z przyczepką, niektórych poziomych oraz dziecięcych, czy jedno- trój- czy cztero-kołowych)
- większość motocykli, oprócz trójkołowców (tzw. trajek) i motocykli z bocznym wózkiem
- hulajnogi elektryczne
- jednokołowiec
- monocykle i moncykle elektryczne
- część motorowerów

Prawo polskie w przeszłości odnosiło się do pojazdu jednośladowego przy okazji definicji pojazdów takich jak motorower, motor czy rower a także między innymi przy określaniu zakresu dostępu dla „drogi tylko dla rowerów” czy szczegółowych przepisów dotyczących wyprzedzania pojazdów jednośladowych, jednak w nowszych przepisach brak jest takich odniesień. 